# すかぶら大将
『すかぶら大将』（すかぶらたいしょう）は、1969年7月6日から同年9月28日までフジテレビ系列局で放送されていたフジテレビ製作のテレビドラマである。全13話。放送時間は毎週日曜 20:00 - 20:56 （日本標準時）。

## 概要
前作『渥美清の父ちゃんがゆく』の出演メンバーを引き続き起用した作品。弟の立身出世を願う「すかぶらの鉄」こと轟鉄太郎と、がさつな兄の過保護に悩む轟金次郎の対比をコミカルに描く。

## 出演者
- 轟鉄太郎（すかぶらの鉄）：渥美清
- 轟金次郎：津坂匡章（後の秋野太作）
- 長山藍子
- 松村達雄
- 中村玉緒
- 津村厚子
- 梓英子

## スタッフ
- 脚本：森﨑東、永井春夫
- 演出：小林俊一

## 参考資料
- テレビドラマデータベース[どれ?]
- 『東京新聞』中日新聞東京本社、1969年7月6日付。[要ページ番号]